# Jean-Pierre Tennevin
Pour les articles homonymes, voir Tennevin.
Jean-Pierre Tennevin, né le 29 mai 1922 à Marseille et mort le 13 décembre 2023 à Aix-en-Provence, est un écrivain français d'expression provençale, auteur de romans appartenant aux genres de la science-fiction, de l'uchronie et du fantastique. 

## Biographie
Agrégé de lettres classiques[Quand ?], Jean-Pierre Tennevin a enseigné à Sidi Bel Abbès, à Aix-en-Provence et à Marseille de 1954 à 1960. Il est depuis 1970 Majoral du Félibrige et le détenteur de la Cigalo de Seloun.
Il se distingue aussi par sa passion pour l'histoire antique, les abeilles et par ses œuvres picturales surréalistes. 
Il a reçu le prix Frédéric-Mistral en 1965 et le Grand Prix Littéraire de Provence en 1986. 
Il prend sa retraite à Aix-en-Provence.
En 2008, il contribue à la traduction du Nouveau Testament en provençal, s'occupant pour sa part de la Deuxième épître aux Corinthiens.
Il meurt à Aix-en-Provence le 13 décembre 2023 à l'âge de 101 ans,.

## Œuvres
- Jan-Pèire Tennevin, Lou Grand Baus, Cavaillon, Mistral, 1965, 128 p. (prix Frédéric-Mistral 1965)
- Jan-Pèire Tennevin, Darriero cartoucho : roman provençal, traduction française en regard, Aix-en-Provence, La Mulatière, 1967, 253 p.
- Jan-Pèire Tennevin, Darriero cartoucho 2 : Lou Revenge di causo, Aix-en-Provence, La Mulatière, 1968, 256 p.
- Jan-Pèire Tennevin, Lou Mounde paralele, Aix-en-Provence, la Mulatière, 1971, 64 p.
- Jean-Pierre Tennevin, Le Baou-Roux : oppidum celto-ligure, Aix-en-Provence, les Amis d'Entremont et du pays d'Aix antique, coll. « Les Cahiers de l'Association les Amis d'Entremont et du pays d'Aix antique », 1972, 51 p.
- Jean-Pierre Tennevin, Dernière cartouche, Paris, la Pensée universelle, 1973, 253 p.
- Jan-Pèire Tennevin, Cansoun, Aix-en-Provence, l'Escolodis-Aupiho, 1974, 9 p.
- Jan-Pèire Tennevin, La Vièio qu'èro mouarto, Aix-en-Provence, 1976, 423 p.
- Jan-Pèire Tennevin, La Contagien, coumédié, Aix-en-Provence, 1978, 63 p.
- Jan-Pèire Tennevin, Gracchus Bœuf e lis Oilitan, Nîmes, Bené, 1982, 125 p.
- Jan-Pèire Tennevin, Peire carbounie, Grandir, 1984, 14 p. (ISBN 2-904292-11-X)
- Jan-Pèire Tennevin, Lou Brounze et li tavan, Nîmes, Bené, 1985
- Jean-Pierre Tennevin, Essai sur le style de la langue provençale, Marseille, lou Prouvençou à l'escolo, 1987, 36 p. (ISBN 2-905116-09-9)
- Jan-Pèire Tennevin, Lou pantai e àutri nouvello, Berre-l'Étang, l'Astrado, coll. « l'Escritòri », 2003, 213 p.
- Jan-Pèire Tennevin, Lou Grand Baus, Maillane, lou Prouvençau a l'escolo, 2003, 137 p. (ISBN 2-905116-28-5)
- Robert Arnaud et Raoul Boyer (ill. Jean-Pierre Tennevin), Diciounàri di rimo prouvençalo, Grans, Collectif Prouvènço, 2012, 316 p. (ISBN 978-2-9534187-2-9)
- Jean-Pierre Tennevin, La legèndo dóu fraire Atanàsi, Berre-l'Étang, l'Astrado, coll. « l'Escritòri », 2015, 72 p.
- Jean-Pierre Tennevin , François Michel de Salon-de-Provence. Le Maréchal Ferrand reçu à Versailles sous Louis XIV, étude historique.